# Jean-Paul Bourelly
Pour les articles homonymes, voir Bourelly.
Jean-Paul Etienne Bourelly (né le 23 novembre 1960) est un guitariste américain aux frontières du jazz fusion et du rock.

## Biographie
Bourelly est né à Chicago, Illinois, de parents haïtiens. Sa grand-mère lui apprit la musique Yoruba. A dix ans, il chantait à l'Opéra lyrique de Chicago. Il prit des leçons de piano et de batterie. Il jouait de la guitare acoustique, mais après avoir entendu Jimi Hendrix à la radio, il acheta une guitare électrique avec l'argent gagné dans la station essence de son oncle. La même année, une émission de radio de fin de soirée l'a initié à Charlie Parker.
En 1979, il s'installa à New York. Dans les années 80, il a travaillé avec Muhal Richard Abrams, Olu Dara, Roy Haynes, Elvin Jones, Pharoah Sanders, McCoy Tyner, Steve Coleman, Marc Ribot, Elliott Sharp, Archie Shepp, et David Torn. Il a produit des albums pour Cassandra Wilson. Il a fait une apparition dans le film The Cotton Club réalisé par Francis Ford Coppola. En 1989, il joua sur Amandla, l'un des derniers opus de Miles Davis,. En 1987, il sortit son premier album solo, Jungle Cowboy, et jusqu'en 1995 il est la vedette de son groupe The BluWave Bandits.
Bourelly dit que quand il déménagea en Europe dans les années 90, sa musique devint difficile à catégoriser : elle rassemble son héritage haïtien, des rythmes africains, le blues et le rock. Au cours des années 2000, il a fondé le label JPGotMangos et a conduit plusieurs groupes, dont 3kings, Citizen X, et Blues Bandits.
Sa fille, Bibi Bourelly, est chanteuse-compositrice.

## Discographie

### En tant que leader
- Jungle Cowboy (JMT, 1987)
- Trippin (Enemy, 1992)
- Saints & Sinners (DIW, 1993)
- Blackadelic-Blu (DIW, 1994)
- Tribute to Jimi (1995)
- Fade to Cacophony: Live! (Evidence, 1997)
- Rock the Cathartic Spirits (1997)
- Vibe Music (1999)
- Boom Bop (2000)
- Trance Atlantic (Boom Bop II) (2002)
- News from a Darked Out Room (Phonector, 2006)
- CutMotion (2009)[5]

Source :

### En tant que sideman
Avec Muhal Richard Abrams
- Blues Forever (Black Saint, 1982)
- Rejoicing with the Light (Black Saint, 1983)

Avec Charles & Eddie
- Duophonic (Capitol, 1992)

Avec Craig Harris
- Blackout in the Square Root of Soul (JMT, 1989)

Avec Elvin Jones & McCoy Tyner
- Love & Peace (Trio, 1982)

Avec Cassandra Wilson
- Point of View (JMT, 1985)
- Days Aweigh (JMT, 1987)
- She Who Weeps (JMT, 1991)
- Dance to the Drums Again (Columbia, 1992)